# تاکومی هوری‌یک
تاکومی هوری‌یک (به انگلیسی: Takumi Horiike) بازیکن فوتبال اهل ژاپن و عضو تیم ملی فوتبال ژاپن است که در تاریخ ۰۱ اوت ۱۹۸۶ میلادی اولین بازی ملی‌اش را انجام داد. او در ۵۸ بازی ملی حضور داشت و آخرین بازی ملی خود را در تاریخ ۸ ژانویه ۱۹۹۵ میلادی انجام داد. تاکومی هوری‌یک در بازی‌های ملی‌اش
۲ گل به ثمر رساند.